# Xylocopa columbiensis
Xylocopa columbiensis är en biart som beskrevs av Pérez 1901. Xylocopa columbiensis ingår i släktet snickarbin, och familjen långtungebin. Inga underarter finns listade i Catalogue of Life.